# Atypus ledongensis
Atypus ledongensis är en spindelart som beskrevs av Zhu et al. 2006. Atypus ledongensis ingår i släktet Atypus och familjen pungnätsspindlar. Inga underarter finns listade.